# Marta

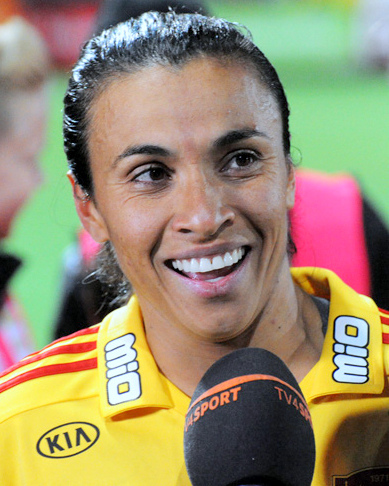
Marta Vieira da Silva, 2016.

Kvinnonamnet Marta eller Martha är ett bibliskt namn (Marta, Luk 10 och Joh 11). Namnet kommer från det arameiska ordet martá som betyder 'matmor, husfru'.
Marta var riktigt populärt efter förra sekelskiftet men har inte blivit direkt vanligt i de yngre generationerna. De senaste åren[när?] har det dock ökat en aning. Den 31 december 2009 fanns totalt 7 070 personer i Sverige med namnet Marta/Martha, varav 3 580 med det som tilltalsnamn. År 2003 fick 59 flickor namnet, varav 9 fick det som tilltalsnamn.
Namnsdagar: Sverige: 27 juli, Norge: 17 oktober. I den finlandssvenska namnsdagslängden har Marta namnsdag 26 juli sedan starten 1929, då en egen namnsdagskalender togs i bruk för finlandssvenskar.

## Personer med förnamnet Marta/Martha
- Marta (helgon)
- Martha Argerich, argentinsk pianist
- Martha Buthbul, österrikisk sångerska
- Martha Christensen, dansk författare
- Martha Colliander, svensk skådespelerska
- Martha Dandridge Custis Washington, amerikansk presidentfru
- Marta Domínguez, spansk friidrottare
- Martha Fiennes, brittisk filmregissör
- Martha Graham, amerikansk dansare och koreograf
- Martha Jefferson, amerikansk presidentfru
- Marta Kauffman, amerikansk manusförfattare och producent
- Martha Larsson, svensk journalist och poet
- Márta Mészáros, ungersk filmregissör
- Martha Nause, amerikanskt golfproffs
- Martha Nussbaum, amerikansk filosof
- Marta Nordenberg, svensk tecknare
- Martha Reeves, amerikansk sångerska
- Martha Root, amerikansk kringresande predikant för Bahá'í-tron
- Martha Sandwall-Bergström, svensk författare
- Martha Scott, amerikansk skådespelerska
- Martha Stewart, amerikansk tv-programledare och entreprenör
- Marta Toren, svensk skådespelerska
- Marta Traba, argentinsk författare
- Marta (fotbollsspelare), brasiliansk fotbollsspelare
- Martha Wainwright, kanadensisk singer-songwriter

## Fiktiva personer med förnamnet Marta/Martha
- Martha och George, ett par i Edward Albees drama Vem är rädd för Virginia Wolf? från 1962